# オーロラ諸島

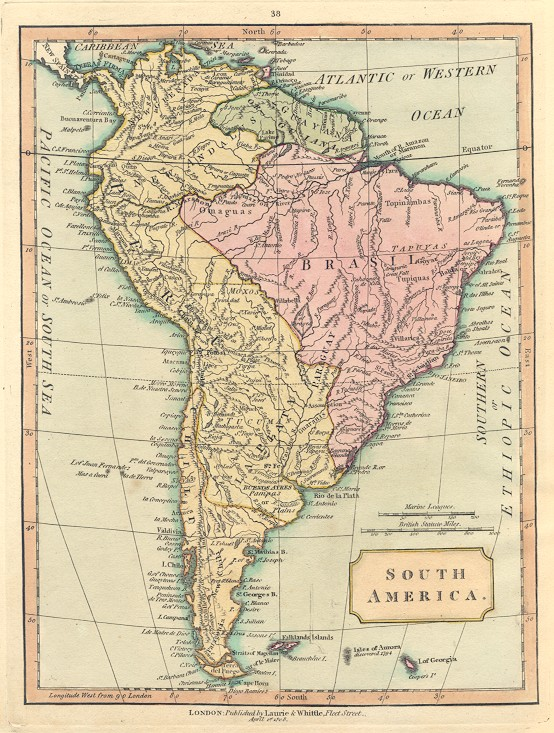
1808年の南アメリカの地図。 Isles of Auroraとしてオーロラ諸島も載っている。

オーロラ諸島（オーロラしょとう、英語: Aurora Islands）は大西洋南部で目撃報告のあった疑存島。
オーロラ諸島が始めて報告されたのは、リマからカディスへ向かっていたスペイン商船Auroraによるもので1762年のことである。Auroraによる目撃報告は1774年にもある。スペイン船San Miguelはその位置を南緯52°37'、西経47°49'であるとした。1794年2月20日、スペインの測量船AtrevidaがAlessandro Malaspinaによる世界一周航海の一環としてオーロラ諸島の確認のために派遣され。その位置をフォークランド諸島とサウスジョージア島の中間付近であると報告した。最後にオーロラ諸島の目撃報告があったのは1856年のことであるが、その後も1870年代まで南アメリカの地図に残り続けた。
また、アメリゴ・ヴェスプッチが1501年から1502年の航海の際にオーロラ諸島を目撃している可能性もある。
Raymond Ramsayはオーロラ諸島の目撃報告に対する説明として、巨大な氷山説やシャグ岩礁である可能性、すでに島が沈んでいる可能性などをあげているもののすべて否定している。島が既に沈んでいる可能性を否定するRamsayの意見に対し、Stephen Royleは消滅したことが知られている火山島が複数あることを指摘している。